# Владимировка (Лискинский район)
Владимировка — село в Лискинском районе Воронежской области.
Входит в состав Петропавловского сельского поселения.

## Инфраструктура
В селе располагается храм в честь Казанской Иконы Божией Матери, построенный в 1872 году на пожертвования дворян и казаков. В храме был позолоченный иконостас и росписи в васнецовском стиле. Храм считался одним из красивейших в Воронежской губернии. Это не однократно подтверждал архиепископ Воронежский и Задонский Анастасий. В советское время храм был разорен, все иконы были сняты, а позолоченный иконостас уничтожен. В алтаре располагалось зернохранилище. Чудом уцелели росписи XIX века. Они сохранились в очень хорошем состоянии.
В 1990-х годах была попытка восстановить храм, но она оказалась неудачной. В 2008 году снова начали восстанавливать храм на местные пожертвования, провели освещение, отопление, канализацию. Сделали незначительный косметический ремонт. В 2019 году продолжили восстанавливать церковь, уже при участии Воронежской епархии. Были восстановлены купол и колокольня, отреставрированы росписи, храм был перекрашен. В 2022 году восстановление почти завершилось, в храме регулярно проходят Богослужения. Сейчас[когда?]

 идут работы по благоустройству прилегающей территории и кладбища.
В селе находится сельская школа на 70 учеников.

## Улицы
- ул. Гагарина
- ул. Мира
- ул. Молодёжная 1-я
- ул. Молодёжная 2-я
- ул. Новый Свет
- ул. Подгорная
- ул. Садовая
- ул. Тамбовская
- ул. Чапаева